# Xã Amboy, Quận Cottonwood, Minnesota
Xã Amboy (tiếng Anh: Amboy Township) là một xã thuộc quận Cottonwood, tiểu bang Minnesota, Hoa Kỳ. Năm 2010, dân số của xã này là 164 người.